# Feux de forêt de l'été 2018 en Attique
Les feux de forêt de l'été 2018 en Attique sont une série de feux de forêts meurtriers survenus à différents endroits (Kineta à Mégare et Máti) de la région grecque de l'Attique le 23 juillet 2018. Le 29 juillet 2018, à Máti, le nombre confirmé de décès dus aux incendies de manière directe ou indirecte est monté à 92 et celui de blessés à plus de 180, dont une vingtaine d'enfants. Ce sont les incendies les plus meurtriers en Grèce depuis les feux de forêt de 2007 qui avaient fait 84 victimes et les plus meurtriers en Europe depuis 1949.
Plus de 700 résidents ont été évacués, principalement du village côtier de Máti dans lequel les secours ont découvert plusieurs morts, dont les corps de 26 personnes rassemblées dans un terrain, blottis ensemble, se serrant dans leurs bras en groupe de 4 ou 5, piégées à quelques mètres de la mer. Des bateaux ont aussi secouru des centaines de personnes sur les plages et dans la mer, toutefois, l'un d'entre eux chavire avec à son bord 10 personnes qui périssent noyées.
La Grèce a déployé une flotte entière d'avions bombardiers d'eau et plus de 250 camions de pompiers ainsi que plus de 600 pompiers. Le premier ministre Aléxis Tsípras a déclaré l'état d'urgence en Attique et a annoncé trois jours de deuil national pour les victimes. 
À la suite de ces incendies, pour éviter que de tels événements se reproduisent, le gouvernement grec a annoncé le 1er août 2018 la destruction prochaine de 3 185 bâtiments construits illégalement dans les forêts et le long des côtes de l'Attique. S'y ajoutent plus de mille bâtiments endommagés par les incendies. Ainsi, il a été découvert que le terrain où les corps de 26 personnes ont été retrouvés avait été construit illégalement sur le domaine public. Le ministre de la Défense souligne que « la construction anarchique est un crime du passé, et à Mati, la plupart des maisons ont été construites sans permis ». 

## Causes des incendies

### Piste criminelle
Les autorités grecques privilégient la piste criminelle. De nombreux incendies en Grèce sont d’origine humaine, bien qu’accentués par la sécheresse, à des fins de spéculation immobilière. En outre, avec la crise financière, les services de pompiers ont été démantelés et affaiblis et ne sont plus assez puissants pour faire efficacement face aux grands incendies.

### Politiques d'austérité
La crise économique et les politiques d'austérité qui ont suivi ont amoindri les capacités de la Grèce à faire face à des situations de crise environnementale. Dès 2012, le budget alloué à la sécurité civile a été amputé de 25 %. Les effectifs des pompiers ont été diminués, leur nombre passant de 18 559 en 2008 à 15 660 en 2015 et leur budget de 452 millions d’euros en 2009 à 354 millions en 2017. Dans les zones touchées par les feux, certaines bornes d’incendie étaient hors service, faute d’entretien. Le ministre de l’Intérieur, Panos Skourletis, a mis en cause les politiques budgétaires : « L’achat de nouveaux avions ou hélicoptères est nécessaire, depuis 2000, pas une seule vis n’a été remplacée ». 

## Aide internationale
- Albanie – Une aide financière de 100 000€[15].
- Australie – Assistance si besoin[16].
- Arménie – Assistance si besoin[17].
- Bulgarie [18].
- Croatie –  Deux bombardiers d'eau Canadair CL-415[19].
- Chypre – Fourgons d'incendies, personnel et 10 000 000€ d'aide financière[20].
- Espagne – Deux avions bombardiers d'eau Canadair CL-415[19].
- France – Deux avions bombardiers d'eau Canadair CL-415 et 60 sapeurs-pompiers[12].
- Italie – Deux bombardiers d'eau Canadair CL-415[21].
- Israël – Offre d'assistance[22].
- Macédoine – Équivalent de 100 000€ d'aide financière[19].
- Malte[18].
- Roumanie – Un C-27J Spartan bombardier d'eau et un C-130 Hercules pour le soutien logistique ainsi que 20 militaires en renfort[23],[24].
- Portugal – 50 pompiers dans le cadre du Mécanisme européen de protection civile[25].
- Serbie[26].
- États-Unis – Surveillance des feux de forêt avec des drones pour les détecter plus rapidement[27].

D'autres pays comme la l'Allemagne, la Russie et la Pologne ont offert une assistance aérienne, terrestre ou envoyé des pompiers.